# АЕС Вюргассен
Вюргассенська атомна електростанція (нім. Kernkraftwerk Würgassen, KWW) — закрита атомна електростанція в Німеччині з одним киплячим ядерним реактором (BWR) першого покоління потужністю 670 МВт. АЕС розташована у Вюргассені — частині міста Беверунген в східній Вестфалії в районі Гьокстер, землі Північний Рейн — Вестфалія.
Електростанція експлуатувалася з 1975 року по 26 серпня 1994 року. На початку вересня 1994 року під час планової перевірки були виявлені тріщини довжиною до 60 мм в сталевій оболонці активної зони реактору. АЕС була остаточно закрита 14 квітня 1994 року і знаходиться на стадії демонтажу.
Будувався протягом трьох років і діяв з 1971 року по 26 серпня 1994 року. Під час планового капітального ремонту в сталевій оболонці активної зони реактора були виявлені волосяні тріщини. У 1995 році після ретельного розслідування оператор подав заявку на виведення з експлуатації та знесення з економічних причин. Це було надано ядерним регулюючим органом у 1997 році. Протягом 17 років, до 2014 року, АЕС демонтували, а потім звільняли від радіоактивних речовин, що загалом коштувало понад мільярд євро. З 455 тис. тонн підривної маси було утворено близько 5000 тонн радіоактивних відходів. Будівлі, що залишилися, можуть бути демонтовані лише після повного розчищення тимчасового сховища низько- та середньоактивних радіоактивних відходів на майданчику. Це вимагає прийняття федерального репозиторію. До того часу АЕС залишається в межах Закону про атомну енергетику. У березні 2020 року було оголошено, що центральне сховище вхідних матеріалів для сховища Konrad буде побудовано на місці для подальшого використання.

## Демонтаж
Спочатку планувалося, що електростанція буде працювати до 2010 року. У жовтні 1994 року TÜV у співпраці з Інститутом випробувань матеріалів Штутгартського університету виявив волосяні тріщини в сталевому циліндрі (оболочці активної зони) на активній зоні реактора під час планової роботи. огляд, який мав довжину до 60 мм. Не вдалося визначити, чи з’явилися ці тріщини вже під час будівництва чи лише під час експлуатації. Сталева оболонка має завдання проводити тепло і не повинна стримувати тиск. Міжкристалічне корозійне розтріскування під напругою було визначено як механізм утворення тріщин в кожусі сердечника та пластинах решітки сердечника на основі двох досліджених зразків матеріалу. Причину вбачають у складі матеріалу та в обробці відпалу під час виробництва, що викликало сенсибілізацію.
Орган ядерного нагляду подав запит на заміну циліндра, і було оголошено нову процедуру затвердження. Для PreussenElektra це виявилося неекономічним. Вона припускала, що основні установки будуть повністю оновлені, що коштувало б принаймні 200 мільйонів марок і призвело до дворічної зупинки. 2 червня 1995 року PreussenElektra оголосила про свій намір закрити атомну електростанцію у Вюргассені з економічних міркувань Міністерству економіки, малих і середніх підприємств і технологій землі Північний Рейн-Вестфалія, яке займається ядерним ліцензуванням. та наглядовий орган.
Це було значною фінансовою втратою для міста Беверунген, оскільки воно отримало мільйонні надходження від торгових податків, поки електростанція працювала.

## Дані енергоблоку
АЕС має один енергоблок, який протягом експлуатаційного періоду виробив 72 922 ГВт-год електроенергії:
| Енергоблок      | Тип реактору                   | Нетто- потужність | Брутто- потужність | Початок будівництва | Синхронізація з електромережею | Комерційна експлуатація | Закриття   |
| --------------- | ------------------------------ | ----------------- | ------------------ | ------------------- | ------------------------------ | ----------------------- | ---------- |
| Würgassen (KWW) | Киплячий ядерний реактор (BWR) | 640 МВт           | 670 МВт            | 26.01.1968          | 18.12.1971                     | 11.11.1975              | 26.08.1994 |